# Pierre Grimbert
Pierre Grimbert (Lille, 23 september 1970) is een Frans uitgever en schrijver van fantasy- en jeugdboeken.

## Biografie
Pierre Grimbert werd geboren in 1970 in Lille en werkte eerst als bibliothecaris alvorens in Bordeaux studies voor uitgever en boekhandelaar te volgen.
In 1995 schreef Grimbert het eerste deel van de boekenreeks Le Secret de Ji (Het geheim van Ji), Six héritiers dat met verschillende prijzen bekroond werd. Zijn saga Cycle de Ji (Ji-cyclus) bestaat inmiddels uit drie boekenreeksen en 13 volumes, gepubliceerd tussen 1996 en 2012. De eerste boekenreeks werd vertaald in het Tsjechisch, Duits, Engels en Nederlands. Hij schrijft behalve fantasyromans ook fantasyboeken voor kinderen.
In 2004 startte Grimbert samen met zijn vrouw, de schrijfster Audrey Françaix zijn eigen uitgeverij Éditions Octobre.

### Fantasy
- Cycle de Ji (Ji-cyclus)

Le Secret de Ji (1997) (nl: Het geheim van Ji)
Six héritiers (1997) (nl: De erfgenamen)
Le Serment orphelin (1997) (nl: De verbroken belofte)
L’Ombre des Anciens (1997) (nl: De schaduw van het verleden)
Le Doyen éternel (1997) (nl: De hoeder van de eeuwigheid)
Les Enfants de Ji
Le Testament oublié (2004) (nl: Het vergeten testament)
La Veuve barbare (2004) (nl: De barbarenkoningin)
La Voix des aînés (2005)
Le Patriarche (2005)
Le Sang du Jal (2006)
Les Gardiens de Ji
La Volonté du Démon (2008)
Le Deuil écarlate (2009)
Le Souffle des aïeux (2010)
Les Vénérables (2012)
- La Malerune (delen 2 en 3 werden geschreven door Michel Robert, onder supervisie van Pierre Grimbert)

Les Armes des Garamont (1998)
Le Dire des Sylfes (2003)
La Belle Arcane (2004)
- Le Prophétionnel

La Théorie du Bouclier (2006)
Le Trône du Dahu (2007)
- Saigneur des loups Club Van Helsing (2008)
- Gonelore

Les Arpenteurs (2013)
Le Maguistre (2013)
Les Chiffonniers (2014)
Nejabeth (2015)
Crochenuit (2015)

### Novelles
- Le Guerrier - La Mort (1998 - in Fantasy - Fleuve noir)
- Elfine (1999 - in Légendaire  nr.6 - Nestiveqnen)
- La Relique (2006 - J'ai lu)

### Jeugdliteratuur
- Les Aventuriers de l’Irréel

Prisonniers d’Harmonia (2001)
La Formule rouge (2001)
La Voie du voleur (2002)
Le Guerrier de la tour (2004)
- Dragon X (Les Aventuriers de l’Irréel herschreven door Pierre Grimbert)
- La Malédiction du coquillage (2001)
- Le Baiser de la Subure (2001)
- La Reine des Amazones(2001)
- Le Guetteur de dragons (2001)
- Le Trophée des sorciers (2002)
- La Haute quête de Dragonia (2005)